# Schwelen

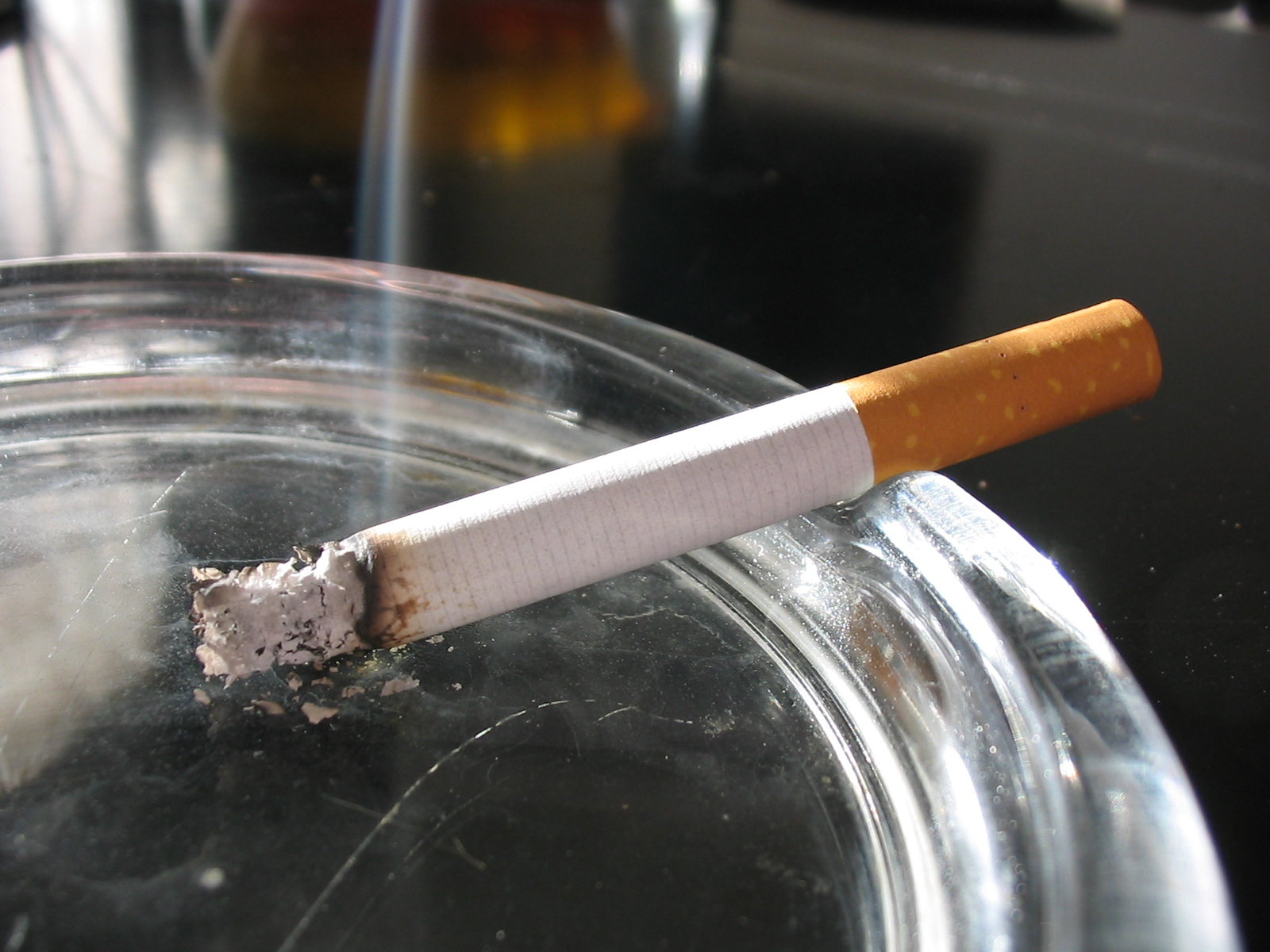
Eine glimmende Zigarette

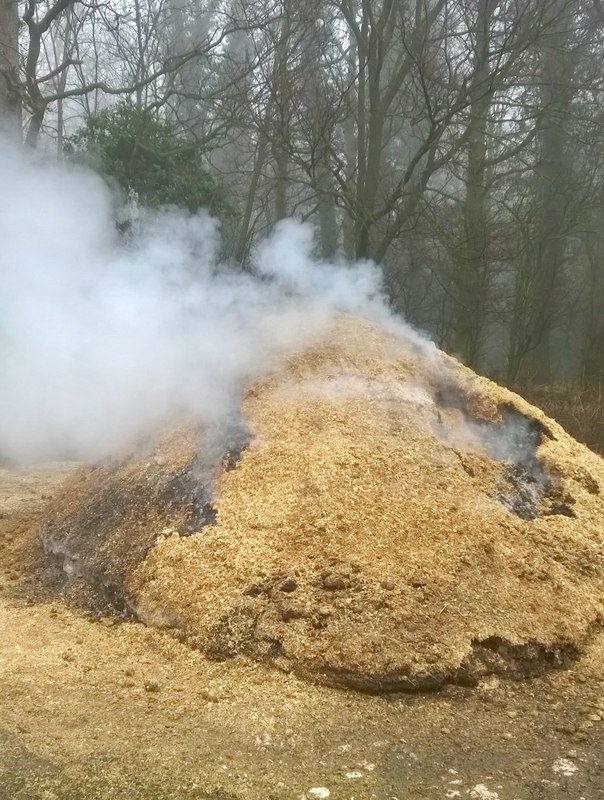
Ein Haufen Sägespäne in Schwelbrand

Schwelen, Motten (schweizerisch), Verkokeln oder Glimmen ist die Bezeichnung für eine unvollständige Verbrennung bei ungenügender Sauerstoffzufuhr und daher niedriger Verbrennungstemperatur.
Typische Fälle von Schwelbränden sind Formen des Rauchens in der Heiztechnik und Müllverbrennung (soweit es sich nicht um Ruße oder Wasserdampf handelt), der Abbrand von Räucherwerk (Kräuter, Weihrauch, Cannabis etc.) oder das Tabakrauchen.

## Gefahren
Als Folge entstehen durch Pyrolyse brennbare Gase und Dämpfe sowie un- oder teilverbrannte Folgeprodukte, von denen viele stark giftig oder krebserregend sind. Als bekanntes und berüchtigtes Brandfolgeprodukt des Kohlenstoffes gilt das giftige und hochentzündliche Kohlenstoffmonoxid (CO). Bei vollständiger Verbrennung unter ausreichender Sauerstoffzufuhr würde Kohlendioxid (CO2) entstehen, welches zwar erstickend, jedoch lange nicht so toxisch wie CO wirkt und außerdem nicht brennbar ist.
Schwelt ein Brand in einem geschlossenen Raum oder Gebäude länger unbemerkt und sind sonst alle Voraussetzungen des Brennens erfüllt, kann es bei Sauerstoffzutritt, z. B. durch eine platzende Scheibe oder eine plötzlich geöffnete Tür, zu einer Rauchdurchzündung oder gar Rauchgasexplosion kommen.
Bei Kohleflözbränden kann es durch die Glut, Abgase und Bodensenkungen zu erheblichen Schäden in der Umwelt kommen.
Ursachen von Schwelbränden können Kabelbrände in unsachgemäß ausgeführten Elektroinstallationen sein. Bei Heißarbeiten können Flammen und Funken in Staub oder Fugen lang anhaltende Schwelbrände verursachen.

## Technische Nutzung
Technisch wird das Schwelen bei der Köhlerei (die Herstellung von Holzkohle oder bei der Herstellung von Koks oder Grude sowie bei der Ausbeutung von Ölsanden) betrieben. Durch die geringe Temperatur wird eine Fraktionierung erreicht und im Wesentlichen ein höherwertiger Brennstoff in Form von Holzkohle, Koks oder Teeröl hergestellt.